# Mashrou' Leila
Mashrou' Leila (en árabe, مشروع ليلى, transcrito también como Mashrou3 Leila, que significa «proyecto nocturno» o «proyecto de Leila») es un grupo libanés de rock alternativo, formado por cuatro miembros. Se creó en Beirut, Líbano, en 2008, como un taller de música en la Universidad Americana de Beirut. El grupo, liderado por Hamed Sinno, uno de los cofundadores, ha publicado un álbum de estudio con letras y temas satíricos, que ha despertado una gran polémica.

## Historia

### Formación y primeros años
El grupo se formó en enero de 2008, en la Universidad Americana de Beirut, cuando el violinista Haig Papazian, el guitarrista Andre Chedid y la pianista Omaya Malaeb invitaron a otros músicos a tocar en una jam session para liberar el estrés provocado por las clases y la inestabilidad política. De las doce personas que respondieron a la invitación, siete acabaron formando Mashrou' Leila. Sus amigos les animaron a actuar en directo; su primera actuación fue como teloneros de un concierto en el campus de la UAB. En aquella ocasión, resultaron ser el único grupo que componía e interpretaba su propia música. Lo que empezó como un taller se convirtió en un grupo de gran éxito tras tocar en varias salas pequeñas y asentarse en el circuito de música alternativa.
Mashrou' Leila llegó a la escena musical del Líbano en 2008, durante la Fête de la musique (el festival de música que celebra cada año el ayuntamiento de Beirut), y dio lugar a una gran controversia por sus letras, atrevidas y críticas, sobre la sociedad libanesa, los amores fallidos, la sexualidad y la política. En 2009, en el mismo festival, Mashrou' Leila volvió a actuar frente a una gran cantidad de seguidores en el centro de Beirut. El primer sencillo de la banda, Raksit Leila (La danza de Layla), recibió el premio del jurado y el del público en el Concurso de Música Moderna de Radio Liban, celebrado en la sala Basement en marzo de 2009. El primer premio era la contratación de un disco. El primer álbum de Mashrou' Leila, que lleva su mismo nombre, fue producido por B-root Productions y publicado en diciembre de 2009. Al lanzamiento, celebrado en una fábrica de acero de Bursh Hamúd (un barrio de Beirut), acudieron 1200 fanes, que abarrotaron el patio de la factoría. Este concierto informal resultó ser el acontecimiento alternativo más importante de Beirut en los últimos años, y uno de los mayores éxitos para los oyentes libaneses de rock y música indie. El concierto del grupo en el Festival Internacional de Biblos, el 9 de julio de 2010, fue una de las actuaciones más esperadas del verano, con gran afluencia de público y la asistencia del Primer ministro de Líbano, Saad Hariri que, según los rumores, abandonó el concierto poco después del inicio disgustado por las letras del grupo.

### Proyecto adjunto
El verano de 2008, el batería, Carl Gerges, formó un nuevo grupo con Paul Tyan, llamado White Trees, como proyecto adjunto. Ambos grabaron en 2008 un EP con el mismo nombre, que contenía seis canciones. Mashrou' Leila y White Trees crearon la banda sonora de Cheers, for those who stay, una película dividida en tres partes y difundida a través de YouTube en junio de 2010.

## Nombre
A los miembros de Mashrou' Leila les gusta la ambigüedad en el nombre de su grupo. En castellano, el nombre se puede interpretar como «Proyecto nocturno» o «El proyecto de Layla»; Layla es un nombre muy habitual en el Líbano. En una de sus primeras entrevistas, cuando se les preguntó por el nombre de Mashrou' Leila, los miembros de la banda respondieron, bromeando, que el objetivo del grupo es recaudar dinero para una niña llamada Layla. Según su página oficial de Facebook, Mashrou' Leila significa «Proyecto nocturno», porque las jam sessions duraban toda la noche.

## Miembros del grupo
Miembros actuales:
- Hamed Sinno (voz)
- Haig Papazian (violín)
- Carl Gerges (batería)
- Firas Abu-Fakher (guitarras)

Miembros anteriores:
- Ibrahim Badr (bajo)
- Omaya Malaeb (teclados)
- Andre Chedid (guitarras)

## Temas y estilo
Los temas y las letras satíricas de Mashrou' Leila reflejan las diversas facetas y los muchos defectos de la sociedad libanesa que no trata la música árabe comercial. El grupo comenta, desde un punto de vista crítico, los problemas de vivir en Beirut, y es conocido su uso sin complejos de palabras malsonantes en algunas de sus canciones. Los nueve temas de su primer disco tratan con ingenio temas como el desamor, la guerra, la política, la seguridad, los crímenes políticos, el materialismo, la inmigración y la homosexualidad. Latlit, una de las pistas del álbum, es una caricatura de la sociedad libanesa, en la que abundan los rumores. Shim el Yasmine (Huele el jazmín), una canción que recuerda al tema Housewife de Jay Brannan, se ha descrito como una oda a la tolerancia frente al amor entre personas del mismo sexo, donde un joven desea presentarle su novia a sus padres, pero la novia resulta ser un novio. Fasateen (que significa, literalmente, Vestidos), es una balada que aborda el tema del matrimonio; el vídeo de esta canción muestra a los miembros de la banda destruyendo símbolos del matrimonio y desafiando la presión de las relaciones amorosas. Algunos de los signos distintivos del grupo son la importancia del violín en algunos pasajes, que recuerdan a la música folk de Armenia, y el uso del megáfono en algunas canciones, para modificar la voz del vocalista Hamed Sinno.

## Discografía

### Álbumes de estudio
- Mashrou' Leila (2009)
- El Hal Romancy (2011)
- Raasük (2013)
- Ibn El Leil (2015)
- The Beirut School (2019)